# Henry de Monfreid
Henry de Monfreid (Leucate, 14 novembre 1879 – Ingrandes, 13 dicembre 1974) è stato un avventuriero e scrittore francese.

## Biografia
Nato a Leucate, dipartimento dell'Aude, figlio del pittore George-Daniel de Monfreid, quand'era bambino conobbe Paul Gauguin.
Convertitosi all'Islam, negli anni '30 ebbe un ruolo nella conquista italiana dell'Etiopia. Durante la seconda guerra mondiale fu deportato degli inglesi. Tornato in Francia nel 1947, riprese a viaggiare per l'Africa. Ha scritto oltre 60 libri, tra racconti, romanzi e resoconti di viaggi.
"Ho avuto una vita ricca, irrequieta e magnifica", ha dichiarato Monfreid alcuni giorni prima di morire all'età di 95 anni, nel 1974.